# Difusão Superficial
Difusão superficial é o movimento de partículas adsorvidas, como átomos ou moléculas, sobre a superfície de um substrato sólido. As partículas que se difundem podem ser as mesmas espécies químicas do substrato ou podem ser diferentes. No primeiro caso, temos autodifusão e no segundo caso temos interdifusão. A difusão superficial está envolvida em diversos processos, como o crescimento de cristais e a deposição de filmes finos.

## Tipos de difusão superficial
A difusão superficial pode ser distinguida de acordo com o nível de cobertura das espécies adsorvidas, chamadas de adsorbatos, ou em relação às peculiaridades do local onde a difusão ocorre.
Em relação ao nível de cobertura de adsorbatos, podemos ter dois tipos de difusão. O primeiro deles descreve o movimento de partículas adsorvidas individuais em uma superfície a níveis de cobertura de adsorbatos relativamente baixos, nos quais não há interação entre as partículas, e consideramos que as mesmas se movem de maneira independente umas das outras. O outro tipo de difusão é a difusão química, que ocorre para níveis de cobertura mais altos, nos quais há uma interação considerável entre as partículas adsorvidas. Os efeitos de repulsão e atração entre as espécies adsorvidas se tornam importantes, de modo que essas interações alteram a mobilidade das mesmas.
Em  relação às características de onde ocorre, podemos ter a difusão intrínseca e a difusão de transferência de massa. A difusão intrínseca ocorre em uma superfície de potencial uniforme, ou seja, que possui sítios de adsorção equivalentes, na qual não existem armadilhas ou fontes das espécies em difusão, ou seja, o número de partículas não muda durante o processo de difusão. A difusão de transferência de massa, por sua vez, ocorre quando há geração e/ou aprisionamento das espécies em difusão. Superfícies possuem defeitos, como degraus, cantos e vacâncias, que constituem sítios com energias de ligação diferentes daquelas dos sítios de um terraço plano. Assim, a difusão é afetada pelo aprisionamento ou geração de espécies nestes sítios.

## Difusão superficial de átomos individuais
A difusão superficial de átomos individuais pode ocorrer por diferentes mecanismos. Alguns deles são:

### Mecanismo de salto
Este é o mecanismo no qual os átomos estão situados em sítios de adsorção na superfície e o movimento se dá através de um salto termicamente ativado de um sítio de adsorção em equilíbrio para um sítio adjacente.

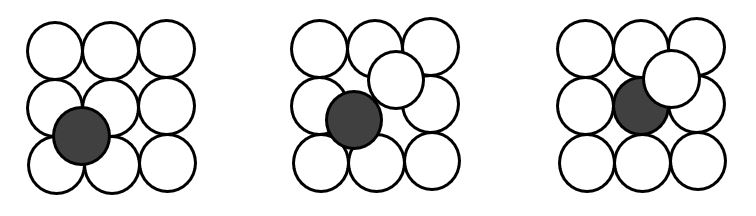
Figura 1. Representação esquemática do mecanismo de troca atômica.

### Mecanismo de troca atômica
Este mecanismo envolve uma troca entre um átomo adsorvido e um átomo da superfície. O átomo que foi substituído se move para um sítio de adsorção, ou seja, se torna um átomo adsorvido. A Figura 1 mostra este mecanismo.

### Mecanismo de tunelamento
Se as partículas em difusão possuírem uma massa pequena e sua interação com o substrato for fraca, estas podem se difundir por tunelamento quântico. A temperaturas suficientemente baixas, o mecanismo de tunelamento pode dominar em relação ao mecanismo de salto.

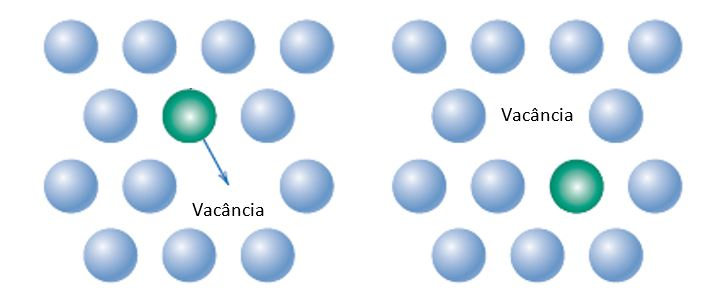
Figura 2. Mecanismo de vacância.

### Mecanismo de vacância
Este mecanismo ocorre quando a migração de átomos em uma superfície com altos níveis de cobertura, ou seja, quando a maioria dos sítios estão ocupados, é controlada pela formação e migração de vacâncias. Este mecanismo é mostrado na Figura 2.

## Difusão de aglomerados
Durante a migração, átomos adsorvidos podem se aproximar uns dos outros e formar aglomerados na presença de atração lateral. Um aglomerado pode conter de dois átomos até centenas de átomos. Este tipo de difusão é caracterizada pelo deslocamento do centro de massa do aglomerado e pode ocorrer por mecanismos individuais ou por mecanismos combinados. Os mecanismos individuais se referem aos casos em que o deslocamento do aglomerado é resultado do movimento independente de átomos individuais. Já os mecanismos combinados se referem a quando o deslocamento do aglomerado ocorre devido ao movimento simultâneo de um grupo de átomos.

## Difusão superficial na deposição de filmes finos
A difusão superficial é de grande importância na determinação da estrutura de um filme fino, uma vez que permite que espécies adsorvidas encontrem os sítios mais ativos, encontrem sítios epitaxiais ou encontrem umas às outras. A primeira etapa na deposição de um filme fino é a adsorção, que pode ser de dois tipos: fisissorção e quimissorção. A fisissorção envolve interações fracas, como as de Van der Waals, entre as espécies adsorvidas e a superfície, enquanto que a quimissorção é caracterizada pela formação de ligações químicas entre essas espécies e átomos da superfície. As espécies adsorvidas, que podem ser átomos ou moléculas, são móveis em seus estados fisissorvidos e, dependendo da temperatura da superfície, também podem se mover em seus estados quimissorvidos. A mobilidade é geralmente mais alta, quanto mais baixa for a energia de adsorção. A taxa de difusão superficial no estado fisissorvido é mais alta, o que permite que a espécie adsorvida encontre um sítio vazio no qual possa ser quimissorvida.

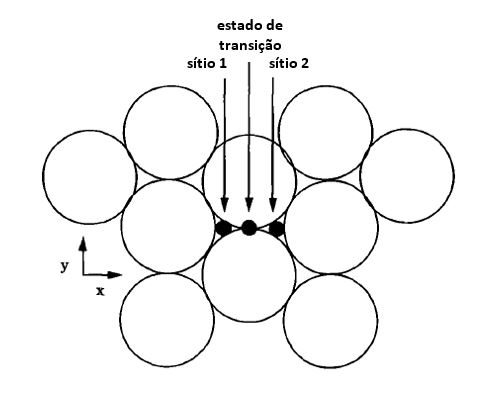
Figura 3. Sítios de adsorção típicos em uma rede da superfície.

### Movimento das espécies adsorvidas
O movimento das espécies adsorvidas ocorre através de saltos entre sítios de adsorção adjacentes. A Figura 3 mostra uma rede superficial hexagonal compacta na qual os sítios de adsorção são os centros dos triângulos formados entre os átomos da superfície, e o estado de transição está situado entre estes sítios. Em algumas situações, outros pontos, como os centros dos átomos da superfície, podem ser os sítios de adsorção. O processo de difusão superficial requer que a ligação entre o adsorbato e o sítio da superfície seja quebrada parcialmente, de modo que o adsorbato possa se mover para o sítio vizinho, formando novas ligações.

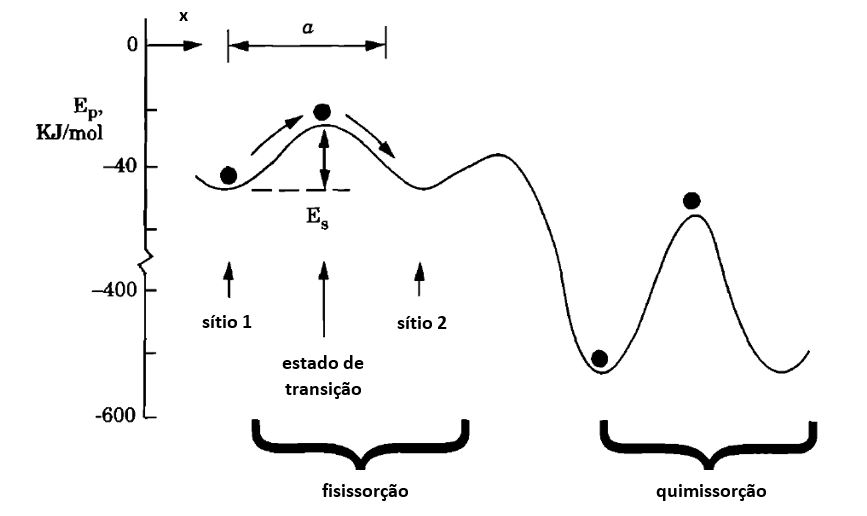
Figura 4. Energia potencial em função da posição ao longo da superfície.

A Figura 4, por sua vez, mostra a energia potencial em função da posição ao longo da superfície. Nela é possível observar o potencial para os sítios da superfície e para o estado de transição apresentados na Figura 3. O potencial possui uma ondulação e uma barreira de energia potencial de altura {\displaystyle E_{s}} entre os sítios da superfície. O topo da barreira é o estado de transição. Isso significa que é necessária uma energia maior ou igual a {\displaystyle E_{s}} para que os átomos passem de um sítio para o outro.
A energia de ativação da difusão superficial, {\displaystyle E_{s}}, é sempre mais baixa do que a energia de ativação de reevaporação, ou de dessorção, {\displaystyle E_{c}}, pois na difusão ocorre apenas a quebra parcial das ligações, enquanto que na dessorção, as ligações são completamente quebradas.

### Comprimento de difusão

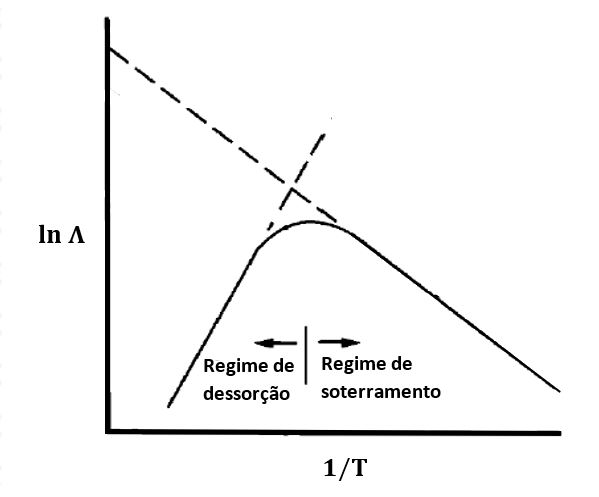
Figura 5. Comportamento do comprimento de difusão superficial em função da temperatura do substrato.

O comprimento de difusão pode ser determinado através do modelo de saltos. A taxa de saltos das espécies adsorvidas entre os sítios de adsorção é dada por

{\displaystyle k_{s}=\left({\frac {k_{B}T}{h}}\right)\exp {\left(-{\frac {E_{s}}{RT}}\right)}=\nu _{os}\exp {\left(-{\frac {E_{s}}{RT}}\right)}} {\displaystyle \ \ \ \ \ \ \ \ \ \ \ \ \ \ \ \ (1)}

onde {\displaystyle k_{B}} é a constante de Boltzmann, {\displaystyle T} é a temperatura do substrato, {\displaystyle h} é a constante de Planck, {\displaystyle E_{s}} é a barreira de energia entre os sítios, {\displaystyle R} é a constante universal dos gases ideais e {\displaystyle \nu _{os}} é igual a {\displaystyle {\frac {k_{B}T}{h}}} .  Para relacionar essa taxa com a distância que uma molécula adsorvida percorre durante a deposição de um filme fino, pode ser usado o problema clássico de passeio aleatório.    
Como cada salto é igualmente provável de ser para frente ou para trás em qualquer direção na superfície, não há movimento resultante em nenhuma direção. Contudo, conforme o tempo passa, é mais provável encontrar a molécula longe do ponto inicial.   
O número de saltos é dado por        
{\displaystyle N_{o}=k_{s}t} {\displaystyle \ \ \ \ \ \ \ \ \ \ \ \ \ \ \ \ (2)}

onde {\displaystyle t} é o tempo. Para um tempo {\displaystyle t} correspondente a um grande número de saltos, ou seja, {\displaystyle N_{o}=k_{s}t\gg 1}, as moléculas estarão dispersas em uma distribuição normal cuja mediana está no ponto inicial. A largura de uma distribuição normal é caracterizada por seu desvio padrão, que neste caso é dado por

{\displaystyle \sigma =\beta a{\sqrt[{}]{N_{o}}}} {\displaystyle \ \ \ \ \ \ \ \ \ \ \ \ \ \ \ \ (3)}

onde {\displaystyle a} é a distância do salto e {\displaystyle \beta } é um fator geométrico que depende dos ângulos entre as possíveis direções de salto na superfície. Para os presentes propósitos, assume-se que {\displaystyle \beta \approx 1}.  Se o desvio padrão for considerado como uma medida do comprimento de difusão, {\displaystyle \Lambda }, da molécula no tempo t, podemos escrever

{\displaystyle \Lambda =\beta a{\sqrt[{}]{N_{o}}}\approx a{\sqrt[{}]{N_{o}}}=a{\sqrt[{}]{k_{s}t}}} {\displaystyle \ \ \ \ \ \ \ \ \ \ \ \ \ \ \ \ (4)}

O tempo {\displaystyle t} será diferente para cada condição de deposição. Assim, duas situações devem ser consideradas separadamente: uma na qual {\displaystyle t} é o tempo entre a adsorção e o soterramento pela monocamada seguinte, e outra na qual há maior probabilidade do adsorbato dessorver do que ser soterrado. Para o caso de soterramento, o tempo é dado por

{\displaystyle t={\frac {n_{o}}{J_{r}}}} {\displaystyle \ \ \ \ \ \ \ \ \ \ \ \ \ \ \ \ (5)}

onde {\displaystyle n_{o}} é o número de sítios de adsorção por unidade de área e {\displaystyle J_{r}} é o fluxo de deposição. Substituindo as equações {\displaystyle (1)} e {\displaystyle (5)}, na equação {\displaystyle (4)}, temos que o comprimento de difusão é dado por

{\displaystyle \Lambda =a{\sqrt[{}]{\frac {\nu _{os}n_{o}}{J_{r}}}}\ \exp {\left(-{\frac {E_{s}}{2RT}}\right)}} {\displaystyle \ \ \ \ \ \ \ \ \ \ \ \ \ \ \ \ (6)}

Ou seja, {\displaystyle \Lambda } aumenta exponencialmente com a temperatura. Este comportamento aparece como uma reta com coeficiente angular negativo no gráfico de {\displaystyle \ln \Lambda } versus {\displaystyle {\frac {1}{T}}}, mostrado na Figura 5. Este regime é chamado de regime de soterramento.
Quando a temperatura é alta o suficiente para que a reevaporação se torne significativa, a probabilidade de ocorrer dessorção das espécies adsorvidas é maior do que a de ocorrer o soterramento das mesmas. Neste ponto, inicia-se o regime de dessorção, no qual {\displaystyle t} é o tempo de vida da adsorção. Para simplificar a estimativa do tempo para essa situação, o estado fisissorvido é desprezado, uma vez que a quantidade de espécies fisissorvidas a altas temperaturas é pequena. Deste modo, consideramos apenas a dessorção do estado quimissorvido. Neste caso, temos

{\displaystyle t={\frac {1}{k_{c}}}={\frac {1}{\nu _{oc}}}\ \exp {\left({\frac {E_{c}}{RT}}\right)}} {\displaystyle \ \ \ \ \ \ \ \ \ \ \ \ \ \ \ \ (7)}

onde o subscrito {\displaystyle c} se refere ao estado quimissorvido. Logo, para este regime, o comprimento de difusão é dado por

{\displaystyle \Lambda =a{\sqrt[{}]{\frac {\nu _{os}}{\nu _{oc}}}}\ \exp {\left({\frac {E_{c}-E_{s}}{2RT}}\right)}} {\displaystyle \ \ \ \ \ \ \ \ \ \ \ \ \ \ \ \ (8)}

Como {\displaystyle E_{s}} é menor do que {\displaystyle E_{c}}, temos que {\displaystyle (E_{c}-E_{s})} é sempre positivo. Assim, no gráfico de {\displaystyle \ln \Lambda } versus {\displaystyle {\frac {1}{T}}}, mostrado na Figura 5, este regime aparece como uma reta com coeficiente angular positivo. Isso leva a um máximo em {\displaystyle \Lambda } a uma temperatura logo abaixo do início da reevaporação significativa das espécies adsorvidas.
Quanto maior o valor do comprimento de difusão, {\displaystyle \Lambda }, mais suave e homogêneo é o filme, além de possuir menos defeitos cristalinos. Empiricamente, verifica-se que a melhor qualidade do filme é obtida logo abaixo do ponto onde a reevaporação se torna significativa.

### Coeficiente de difusão
Os cálculos realizados até aqui foram baseados no movimento de moléculas adsorvidas individuais. É possível relacionar as quantidades obtidas com quantidades macroscópicas encontradas na teoria de transporte.
A difusão superficial pode ser expressa pela lei de Fick:

{\displaystyle J_{s}=-D{\frac {dn_{s}}{dx}}} {\displaystyle \ \ \ \ \ \ \ \ \ \ \ \ \ \ \ \ (9)}

onde {\displaystyle J_{s}} é o fluxo de difusão superficial, {\displaystyle {\frac {dn_{s}}{dx}}} é o gradiente de concentração e {\displaystyle D} é o coeficiente de difusão. Para o caso volumétrico, temos que este coeficiente é dado por

{\displaystyle D={\frac {1}{4}}{\bar {c}}l} {\displaystyle \ \ \ \ \ \ \ \ \ \ \ \ \ \ \ \ (10)}

onde {\displaystyle {\bar {c}}} é a velocidade molecular média e {\displaystyle l} é o caminho livre médio. Adaptando para o caso de uma superfície onde as espécies adsorvidas se movem através de saltos de acordo com o modelo de passeio aleatório, temos que a velocidade molecular média {\displaystyle {\bar {c}}} é igual a {\displaystyle k_{s}a} e o caminho livre médio é igual à distância do salto, {\displaystyle a}. Logo,

{\displaystyle D={\frac {1}{4}}k_{s}a^{2}} {\displaystyle \ \ \ \ \ \ \ \ \ \ \ \ \ \ \ \ (11)}

Escrevendo o comprimento de difusão em termos do coeficiente de difusão, obtemos

{\displaystyle \Lambda =a{\sqrt[{}]{k_{s}t}}=2{\sqrt[{}]{Dt}}} {\displaystyle \ \ \ \ \ \ \ \ \ \ \ \ \ \ \ \ (12)}

Além disso, substituindo a equação {\displaystyle (1)} na equação {\displaystyle (11)}, podemos expressar o coeficiente de difusão, {\displaystyle D}, na forma de Arrhenius

{\displaystyle D={\frac {1}{4}}\nu _{os}a^{2}\exp {\left(-{\frac {E_{s}}{RT}}\right)}=D_{o}\exp {\left(-{\frac {E_{s}}{RT}}\right)}} {\displaystyle \ \ \ \ \ \ \ \ \ \ \ \ \ \ \ \ (13)}

O coeficiente de difusão é a quantidade que aparece em experimentos de difusão de adsorbatos, enquanto que o comprimento de difusão é a quantidade de interesse para a deposição de filmes finos.

## Métodos experimentais
A difusão superficial pode ser estudada através de diversos métodos experimentais. Um destes métodos é o de observação direta dos átomos em difusão, no qual o passeio aleatório dos átomos individuais é rastreado diretamente. É possível utilizar este método tanto para autodifusão quanto para interdifusão. Duas técnicas experimentais que permitem a obtenção de imagens dos átomos são a microscopia iônica de campo, do inglês field ion microscopy (FIM) e a microscopia de varredura por tunelamento, do inglês scanning tunneling microscopy (STM). Outros métodos que podem ser utilizados para medir parâmetros da difusão superficial são o método de evolução de perfil, também chamado de método do gradiente de concentração, as técnicas de capilaridade e as técnicas de crescimento de ilhas.
Algumas das técnicas experimentais para a medição dos coeficientes de difusão superficial se baseiam na difusão microscópica, ou seja, em distâncias da ordem de micrômetros e outras determinam a mobilidade local, na escala de nanômetros. Logo, os parâmetros quantitativos característicos que descrevem a taxa de difusão superficial podem ser diferentes, dependendo da técnica utilizada. O principal motivo das diferenças observadas nos valores dos coeficientes de difusão superficial e nas energias de ativação medidas é o potencial não homogêneo que as espécies adsorvidas encontram ao se difundirem pela superfície.
O processo de difusão é afetado por muitos fatores, tais como interação entre espécies adsorvidas, formação de fases de superfície e a presença de defeitos. Mesmo na superfície de um monocristal bem orientada existem defeitos, como degraus, cantos, átomos adsorvidos, vacâncias e discordâncias, que possuem uma alta energia de ligação comparada com a energia de um terraço plano. Portanto, uma técnica que mede a difusão em uma distância grande comparada com a separação média entre estes defeitos, irá fornecer resultados de energia de ativação da difusão superficial que incluem contribuições de ligações transientes aos locais de defeitos. Se a cobertura das espécies difundidas for muito baixa, o coeficiente de difusão será definido por um passeio aleatório. Para coberturas mais altas, onde interações entre espécies que se difundem se torna importante, é definido um coeficiente de difusão superficial químico.
Além disso, é possível que diversos mecanismos de difusão superficial estejam operando, e isso pode ser indicado através de grandes diferenças nas energias de ativação e nos valores dos coeficientes de difusão superficial medidos a uma mesma temperatura. Logo, dados experimentais, principalmente aqueles originados de diferentes técnicas, precisam ser comparados de modo a decidir se as taxas de difusão efetivas podem ser um indicativo de diferentes mecanismos de difusão.